# Władcy Perche

Herb hrabiów Perche

## Panowie de Mortagne
- 941 - 955: Hervé I
- 974 - 980: Hervé II

## Panowie de Nogent
- 960 - 996: Rotrou I
- 996 - ??? : Melisanda

## Hrabiowie Perche
- 980 - 1003: Fulko
- 1003–1039: Godfryd I
- 1039–1044: Hugo I
- 1044–1080: Rotrou II
- 1080–1100: Godfryd II
- 1100–1144: Rotrou III
- 1144–1202: Godfryd III
- 1202–1217: Tomasz
- 1217–1226: Wilhelm

## Walezjusze
- 1325–1346: Karol II d’Alençon
- 1346–1377: Robert d’Alençon
- 1377–1404: Piotr II d’Alençon
- 1404–1415: Jan I d’Alençon
- 1415–1474: Jan II d’Alençon
- 1478–1492: René d’Alençon
- 1492–1525: Karol IV d’Alençon
- 1525–1549: Małgorzata z Nawarry

## Książęta Perche
- 1566–1584: Franciszek Hercules Walezjusz
- 1771–1814: Ludwik Stanisław Bubron